# 영주 성혈사 나한전
영주 성혈사 나한전(榮州 聖穴寺 羅漢殿)은 대한민국 경상북도 영주시 순흥면, 성혈사에 있는 조선시대의 건축물이다. 1985년 1월 8일 대한민국의 보물 제832호로 지정되었다.

## 개요
성혈사는 신라시대 의상대사가 세웠다고 한다. 지형에 따라 건물을 자연스럽게 배치한 영주 성혈사 나한전은 부처님의 제자인 나한을 모신 곳이다. 임진왜란(1592) 이후 새롭게 지은 것으로 생각하는데 1984년 수리를 할 때 발견한 기록에 따르면, 조선 명종 8년(1553)에 처음 지었고 인조 12년(1634)에 다시 지었음을 알 수 있다.
건물 규모는 앞면 3칸·옆면 1칸이며, 지붕은 옆면에서 볼 때 사람 인(人)자 모양을 한 맞배지붕이다. 지붕 처마를 받치기 위해 장식하여 짜은 구조가 기둥 위뿐만 아니라 기둥 사이에도 있는 다포 양식으로 꾸몄다. 앞문의 창에 조각을 만들어 장식하였는데, 특히 가운데 칸에서 물고기, 게, 동자상, 연꽃, 새 등의 뛰어난 조각과 공예기술을 엿볼 수 있다.

## 같이 보기
- 성혈사

## 참고 자료
- 영주 성혈사 나한전 - 국가유산청 국가유산포털